# Trémentines
Trémentines est une commune française située dans le département de Maine-et-Loire, en région Pays de la Loire.
Ses habitants sont appelés les Trémentinais et les Trémentinaises.

## Géographie

### Localisation
Commune angevine des Mauges, Trémentines se situe au nord de Nuaillé, sur les routes D 160E, Saint-Georges-des-Gardes / Nuaillé, D 160, Cholet, et D 65, Le May-sur-Èvre / Vezins.
Communes limitrophes de Trémentines :
Les communes les plus proches sont : Nuaillé (3 km), Saint-Georges-des-Gardes (4 km), Vezins (5 km), La Tourlandry (7 km), Toutlemonde (8 km), Le May-sur-Èvre (8 km), Chanteloup-les-Bois (8 km), Mazières-en-Mauges (9 km), La Jubaudière (9 km) et Cholet (10 km).

### Relief et paysage
La commune se trouve dans la vallée de l'Èvre et sur les collines de l'Anjou. Elle est située sur un double plateau, divisé par la vallée de l’Èvre qui arrose la commune sur un parcours de 10 100 mètres et animait autrefois les moulins de Picosson et de la Fôrétrie. L’Èvre est grossi des ruisseaux de l’Éperonnière, de la Génillière, de Montbault, de la Singère, de la Beillardière et des Ogeries.

### Géologie et hydrologie
La commune s'étend sur un terrain granitique, eurite et syénite.

### Transports

#### Transports routiers et autoroutiers
La Route impériale d’Angers au Sables d’Olonne traverse la commune ainsi que l’autoroute Angers-La Roche-sur-Yon (A87).

#### Transports ferroviaires
La ligne de chemin de fer Angers – Cholet traverse presque parallèlement la partie occidentale avec une gare de marchandises située à 2 200 mètres de l’agglomération, la station voyageurs ayant été fermée en 1999. La gare la plus proche est la celle de Cholet.

#### Transports péri-urbains
La ligne 12 du réseau Choletbus assure les arrêts de Trémentines, Cholet et Angers. La ligne 7 du réseau Anjoubus assure également ces arrêts.

### Climat
Pour des articles plus généraux, voir Climat des Pays de la Loire et Climat de Maine-et-Loire.
En 2010, le climat de la commune est de type climat océanique altéré, selon une étude du CNRS s'appuyant sur une série de données couvrant la période 1971-2000. En 2020, Météo-France publie une typologie des climats de la France métropolitaine dans laquelle la commune est exposée à un climat océanique et est dans une zone de transition entre les régions climatiques « Bretagne orientale et méridionale, Pays nantais, Vendée » et « Moyenne vallée de la Loire ».
Pour la période 1971-2000, la température annuelle moyenne est de 11,6 °C, avec une amplitude thermique annuelle de 14 °C. Le cumul annuel moyen de précipitations est de 777 mm, avec 12,3 jours de précipitations en janvier et 6,1 jours en juillet. Pour la période 1991-2020, la température moyenne annuelle observée sur la station météorologique de Météo-France la plus proche, sur la commune de Cholet à 10 km à vol d'oiseau, est de 12,3 °C et le cumul annuel moyen de précipitations est de 772,5 mm,. Pour l'avenir, les paramètres climatiques de la commune estimés pour 2050 selon différents scénarios d'émission de gaz à effet de serre sont consultables sur un site dédié publié par Météo-France en novembre 2022.

## Urbanisme

### Typologie
Au 1er janvier 2024, Trémentines est catégorisée bourg rural, selon la nouvelle grille communale de densité à sept niveaux définie par l'Insee en 2022.
Elle appartient à l'unité urbaine de Trémentines, une unité urbaine monocommunale constituant une ville isolée,. Par ailleurs la commune fait partie de l'aire d'attraction de Cholet, dont elle est une commune de la couronne,. Cette aire, qui regroupe 26 communes, est catégorisée dans les aires de 50 000 à moins de 200 000 habitants,.

### Occupation des sols
L'occupation des sols de la commune, telle qu'elle ressort de la base de données européenne d’occupation biophysique des sols Corine Land Cover (CLC), est marquée par l'importance des territoires agricoles (96 % en 2018), en diminution par rapport à 1990 (97,2 %). La répartition détaillée en 2018 est la suivante : 
terres arables (56,9 %), prairies (27,2 %), zones agricoles hétérogènes (11 %), zones urbanisées (3 %), zones industrielles ou commerciales et réseaux de communication (1 %), cultures permanentes (0,9 %). L'évolution de l’occupation des sols de la commune et de ses infrastructures peut être observée sur les différentes représentations cartographiques du territoire : la carte de Cassini (XVIIIe siècle), la carte d'état-major (1820-1866) et les cartes ou photos aériennes de l'IGN pour la période actuelle (1950 à aujourd'hui).

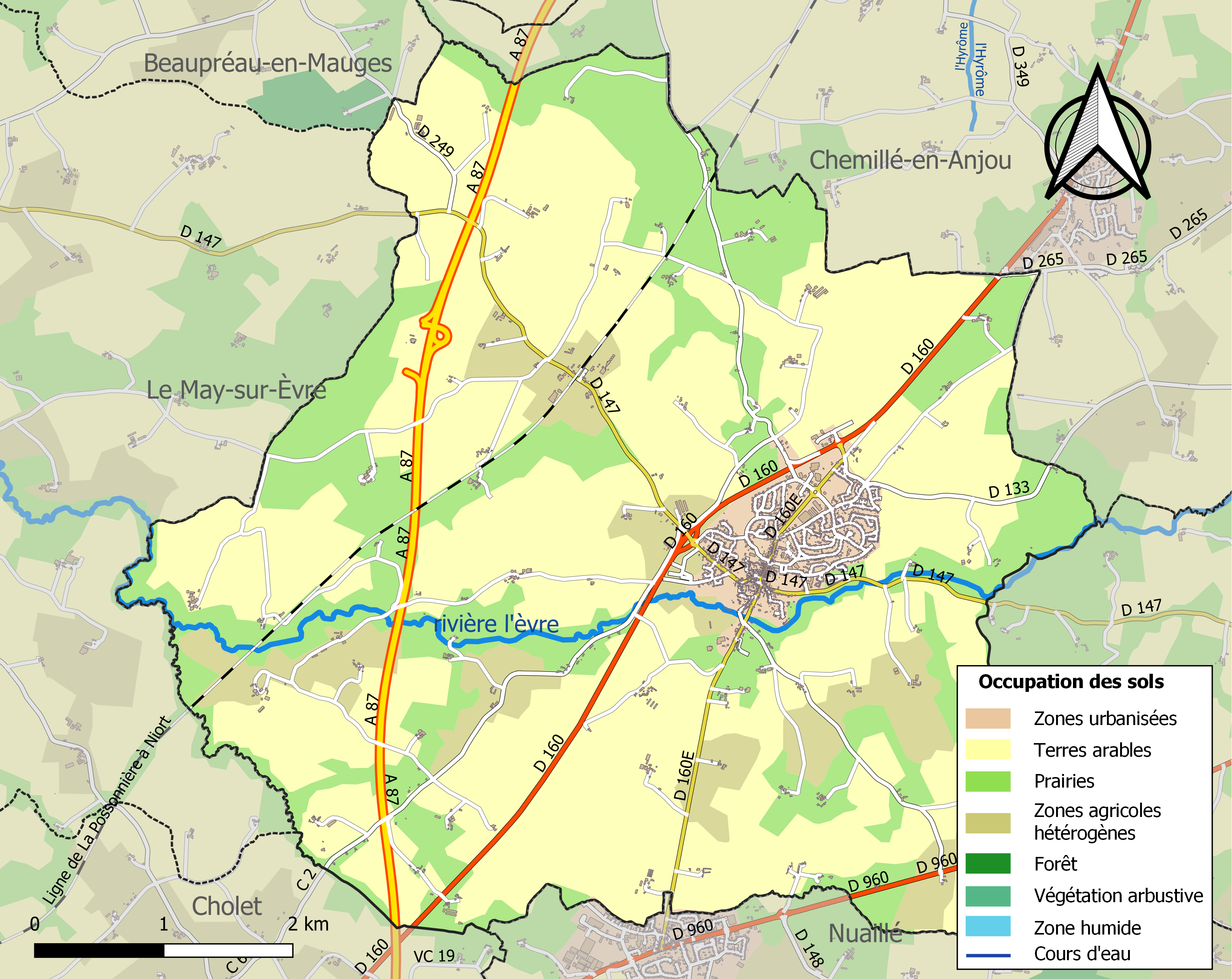
Carte des infrastructures et de l'occupation des sols de la commune en 2018 (CLC).

## Toponymie
Ecclesia de Trementinis en 1122, Tourmentines aux XVIe-XVIIIe siècles.

## Histoire

### Préhistoire et Antiquité
Deux mégalithes se tiennent encore sur le territoire de la commune, le menhir du Pré de la Chapelle et la pierre Fiche ou la pierre qui tourne  de la ferme du  Parchambault où se trouve également un tumulus. De plus, ont été trouvés sur l'ensemble de la commune 19 haches polies et quatre silex taillés.
On retrouve la trace de deux voies romaines, une se dirigeant vers La Tourlandry, la seconde vers Vezins. En 1878, il est fait mention d'un tronçon dallé de larges dalles de granite, sans qu'il ait été prouvé qu'il s'agit d'une voie antique.

### Moyen Âge
L'église a probablement été fondée vers le XIe siècle par les seigneurs de Maulévrier. Au XIIe siècle, elle est la propriété de l'abbaye Saint-Florent-de-Saumur. Un prieuré y est créé au sud de l'église.

### Époque contemporaine
Durant le mois de décembre 1793, les Vendéens s'emparent de la cloche de la chapelle du château de Mincé à Échemiré. Elle est convoyée à Trémentines et y est utilisée en toute clandestinité dès le mois de février 1794. La cloche Barbe de Mincé, bien qu'inscrite aux Monuments historiques en 1982 par la commune qui se déclare propriétaire, n'est vraiment révélée au public de façon officielle qu'en 2021 lors de sa redécouverte par Julien Daïffi lors d'une étude historique portant sur Échemiré et le Mincé. La cloche fut si bien dissimulée que ni l'abbé Cottereau (célèbre érudit) ni Pierre Boisard (historien émérite) n'apprirent son existence. Elle n'est d’ailleurs pas présente sur l'inventaire de 1906 qui est complet à l'exception du contenu du tabernacle. Plusieurs habitants du Baugeois réclament son retour depuis 2021,.

## Politique et administration

### Administration municipale
| Période                                  | Période                                | Identité                        | Étiquette | Qualité                                                                                           |
| ---------------------------------------- | -------------------------------------- | ------------------------------- | --------- | ------------------------------------------------------------------------------------------------- |
| 1788                                     | 1789                                   | Tristand Richard                |           | Notaire du comté de Maulévier, syndic de la municipalité                                          |
| 1790                                     | 25 octobre 1790 (démission)            | Jean-André Rousseau             |           | Curé de la paroisse                                                                               |
| 1790                                     | 1791                                   | Luc Leroy                       |           | Maître menuisier                                                                                  |
| novembre 1791                            |                                        | Jean Siraudeau                  |           |                                                                                                   |
| an IV                                    |                                        | Tristan Vinet                   |           |                                                                                                   |
| 1er messidor an VIII (20 juin 1800)      | 30 brumaire an XIII (21 novembre 1804) | Gabriel-Louis-Romain Rigalleau  |           | Notaire à Trémentines Commissaire exécutif                                                        |
| 2 floréal an XIII (22 avril 1805)        |                                        | Mathurin-François Benoist-Vinet |           |                                                                                                   |
| 10 février 1813                          |                                        | Joseph Dénéchau                 |           | Père (ou grand-père) de Mgr Henri Dénéchau                                                        |
| 23 août 1815                             | (démission)                            | Jacques-René Simon              |           |                                                                                                   |
| 30 avril 1823                            | 1830                                   | Ch.-L.-Benj. de Grignon         |           | Marquis de Pouzauges Retraité (capitaine de grenadiers)                                           |
| 16 novembre 1830                         |                                        | Joseph Dénéchau                 |           |                                                                                                   |
| 14 juin 1834                             | (démission)                            | Eugène-Désiré Benoist           |           |                                                                                                   |
| 4 octobre 1836                           |                                        | Michel Cassin                   |           |                                                                                                   |
| 19 septembre 1846                        | 28 novembre 1888 (décès)               | Aimé-Henri-Benjamin Cassin      |           |                                                                                                   |
| 6 janvier 1889                           | 1912                                   | Georges Cassin                  |           |                                                                                                   |
| 22 janvier 1911                          | 1919                                   | Jacques Tharau                  |           |                                                                                                   |
| 1919                                     | 1925                                   | Jules Lallemand                 |           |                                                                                                   |
| 1925                                     | 1929                                   | Gustave Mauxion                 |           |                                                                                                   |
| 1929                                     | 1935                                   | Joseph Thomas                   |           |                                                                                                   |
| 1935                                     | 1965                                   | Hubert Cassin                   |           |                                                                                                   |
| mars 1965                                | 1995                                   | Jacques Chalopin                | UNR       | Médecin                                                                                           |
| juin 1995                                | mars 2008                              | Gérard Brillouet                | DVD       | Instituteur                                                                                       |
| mars 2008                                | mai 2020                               | Marc Grémillon                  | DVD       | Contrôleur des postes Vice-président de l'Agglomération du Choletais                              |
| mai 2020                                 | En cours (au 26 mai 2020)              | Jacqueline Delaunay             |           | Enseignante retraitée, ancienne première adjointe Vice-présidente de l'Agglomération du Choletais |
| Les données manquantes sont à compléter. |                                        |                                 |           |                                                                                                   |

### Intercommunalité
La commune est membre de l'agglomération du Choletais. La commune était précédemment membre de la communauté d'agglomération du Choletais.

### Autres circonscriptions
Trémentines appartient au canton de Cholet-2.

## Population et société

### Démographie

#### Évolution démographique
L'évolution du nombre d'habitants est connue à travers les recensements de la population effectués dans la commune depuis 1793. Pour les communes de moins de 10 000 habitants, une enquête de recensement portant sur toute la population est réalisée tous les cinq ans, les populations de référence des années intermédiaires étant quant à elles estimées par interpolation ou extrapolation. Pour la commune, le premier recensement exhaustif entrant dans le cadre du nouveau dispositif a été réalisé en 2006.

En 2022, la commune comptait 3 078 habitants, en évolution de +4,13 % par rapport à 2016 (Maine-et-Loire : +2,12 %, France hors Mayotte : +2,11 %).
| 1793  | 1800  | 1806  | 1821  | 1831  | 1836  | 1841  | 1846  | 1851  |
| ----- | ----- | ----- | ----- | ----- | ----- | ----- | ----- | ----- |
| 2 253 | 1 630 | 1 491 | 1 802 | 2 005 | 2 038 | 2 033 | 2 055 | 2 162 |

| 1856  | 1861  | 1866  | 1872  | 1876  | 1881  | 1886  | 1891  | 1896  |
| ----- | ----- | ----- | ----- | ----- | ----- | ----- | ----- | ----- |
| 2 287 | 2 358 | 2 411 | 2 337 | 2 247 | 2 157 | 2 005 | 1 966 | 1 919 |

| 1901  | 1906  | 1911  | 1921  | 1926  | 1931  | 1936  | 1946  | 1954  |
| ----- | ----- | ----- | ----- | ----- | ----- | ----- | ----- | ----- |
| 1 853 | 1 872 | 1 832 | 1 591 | 1 619 | 1 545 | 1 540 | 1 599 | 1 693 |

| 1962  | 1968  | 1975  | 1982  | 1990  | 1999  | 2006  | 2011  | 2016  |
| ----- | ----- | ----- | ----- | ----- | ----- | ----- | ----- | ----- |
| 1 797 | 2 037 | 2 341 | 2 805 | 3 034 | 2 817 | 2 794 | 2 796 | 2 956 |

| 2021  | 2022  | - | - | - | - | - | - | - |
| ----- | ----- | - | - | - | - | - | - | - |
| 3 081 | 3 078 | - | - | - | - | - | - | - |

#### Pyramide des âges
La population de la commune est relativement jeune.
En 2018, le taux de personnes d'un âge inférieur à 30 ans s'élève à 35,7 %, soit en dessous de la moyenne départementale (37,2 %). À l'inverse, le taux de personnes d'âge supérieur à 60 ans est de 25,6 % la même année, alors qu'il est de 25,6 % au niveau départemental.
En 2018, la commune compte 1 511 hommes pour 1 537 femmes, soit un taux de 50,43 % de femmes, légèrement inférieur au taux départemental (51,37 %).
Les pyramides des âges de la commune et du département s'établissent comme suit.
| Hommes | Classe d’âge | Femmes |
| ------ | ------------ | ------ |
| 0,6    | 90 ou +      | 2,1    |
| 6,1    | 75-89 ans    | 9,5    |
| 15,8   | 60-74 ans    | 16,9   |
| 18,4   | 45-59 ans    | 17,2   |
| 21,5   | 30-44 ans    | 20,4   |
| 15,5   | 15-29 ans    | 13,3   |
| 22,0   | 0-14 ans     | 20,5   |

| Hommes | Classe d’âge | Femmes |
| ------ | ------------ | ------ |
| 0,9    | 90 ou +      | 2,1    |
| 7      | 75-89 ans    | 9,5    |
| 16,2   | 60-74 ans    | 16,9   |
| 19,4   | 45-59 ans    | 18,7   |
| 18,2   | 30-44 ans    | 17,5   |
| 18,8   | 15-29 ans    | 17,6   |
| 19,5   | 0-14 ans     | 17,6   |

### Enseignement
Établissements scolaires : l'école maternelle publique Le Petit Prince, l'école maternelle privée, l'école primaire publique Saint-Exupéry et l'école primaire privée Sacré-Cœur.

### Santé
Établissements de santé : une pharmacie et une maison de retraite.

### Sports
Installations sportives : deux terrains de football, où se pratique du football, deux terrains de tennis, un boulodrome, une salle multi-sport, la salle Audignane où se pratique du basket-ball, une salle d'arts martiaux (dojo), une salle multi-sports où se pratique du tennis, du tennis de table et du basket-ball, une salle de gymnastique, où se pratique la gymnastique et la zumba, un city-stade (terrain où l'on peut jouer au football et au basket-ball) et une salle de danse.

### Culture
RencArt : salon annuel de peinture et de sculpture, depuis février 2016.

## Économie
Sur 172 établissements présents sur la commune à fin 2010, 30 % relèvent du secteur de l'agriculture (pour une moyenne de 17 % sur le département), 10 % du secteur de l'industrie, 8 % du secteur de la construction, 39 % de celui du commerce et des services et 14 % du secteur de l'administration et de la santé. Fin 2015, sur les 174 établissements actifs, 20 % relèvent du secteur de l'agriculture (pour 11 % sur le département), 12 % du secteur de l'industrie, 8 % du secteur de la construction, 44 % de celui du commerce et des services et 17 % du secteur de l'administration et de la santé.
Ce petit bourg près de Cholet est le siège d'une industrie horlogère avec la présence de l'entreprise Bodet.

## Culture locale et patrimoine

### Lieux et monuments
Édifices religieux :
- Église Saint-Euvert du XIXe siècle.
- Chapelle et croix : grand calvaire à la sortie du bourg vers Nuaillé : une croix est placée sur le globe terrestre, lui-même soutenu par 5 colonnes formées chacune de 4 rouleaux à battre le grain avec l’inscription : « Au Christ Roi Sauveur du Monde, mission de 1934 ».

Édifices civils :
- Ancienne gare à la sortie du bourg vers Le May-sur-Èvre fermée depuis 1999.

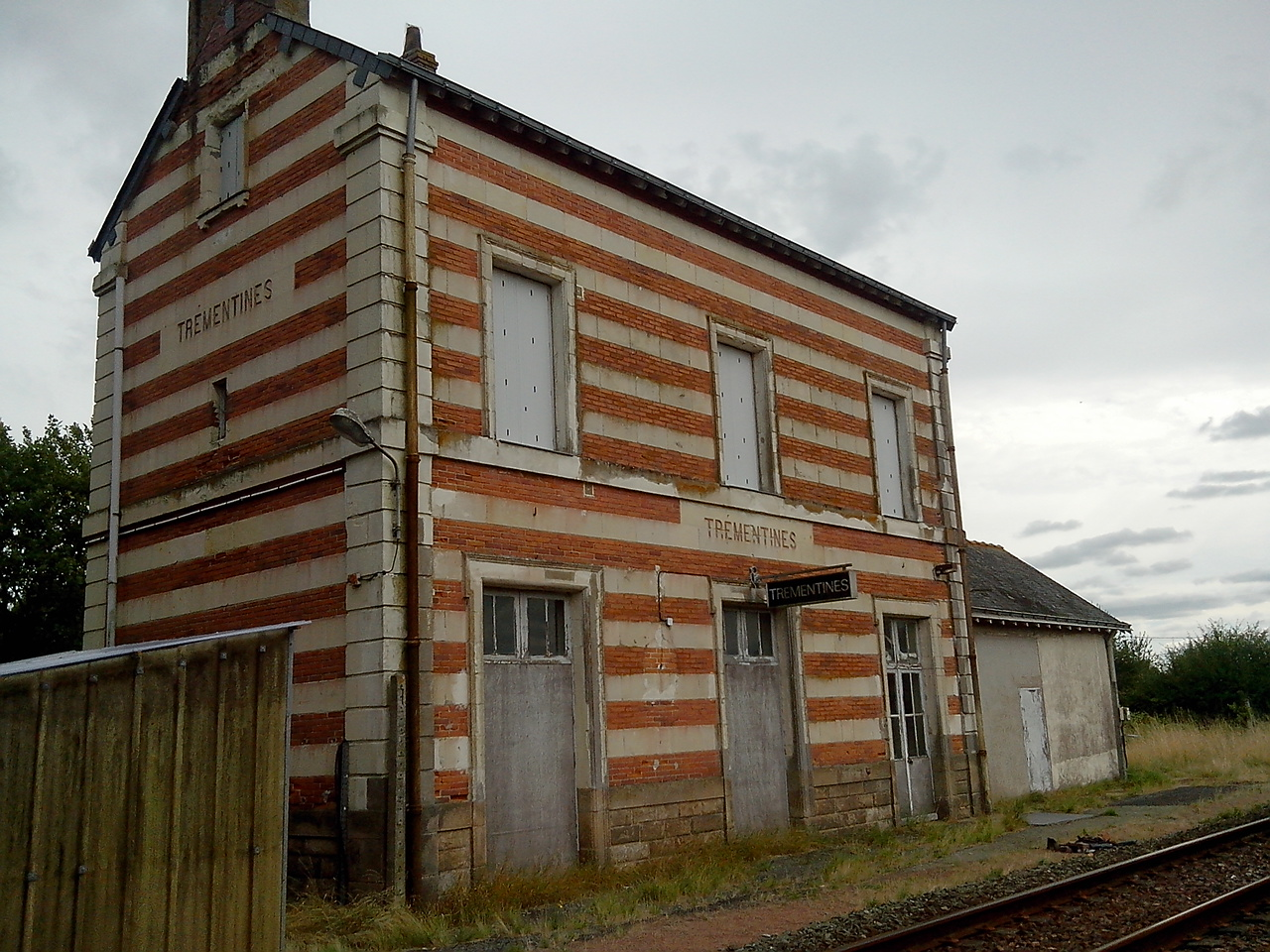
Ancienne gare de Trémentines.
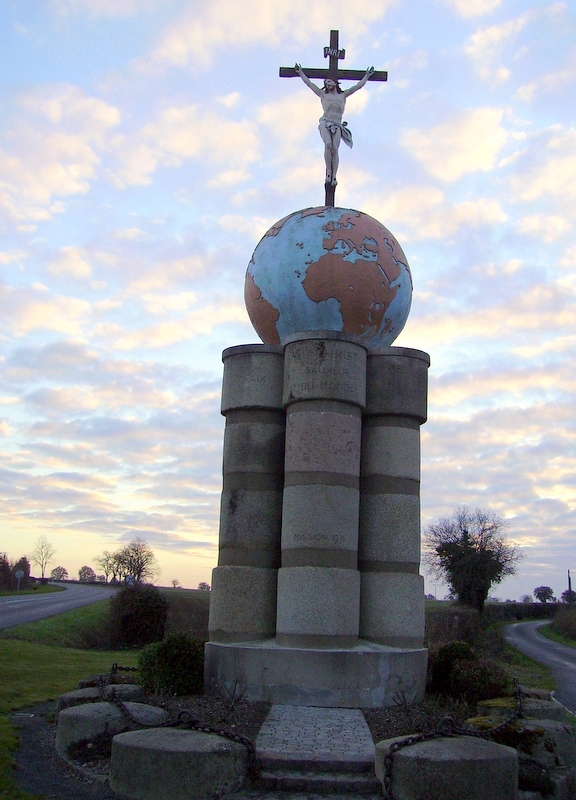
Le calvaire des rouleaux de Trémentines.
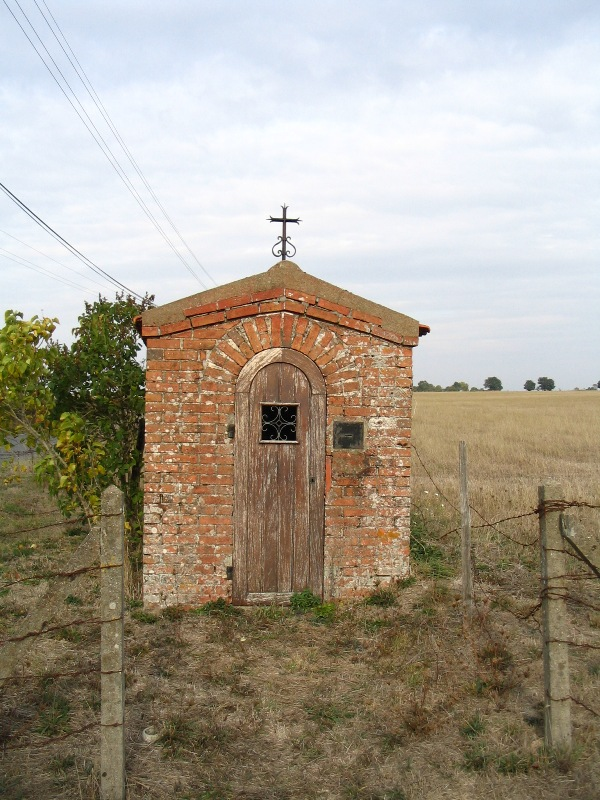
La chapelle à Plaud de Trémentines.

### Personnalités liées à la commune
- Felix Pierre Fruchaud (1811-1874), né dans la commune, archevêque de Tours au XIXe siècle.
- Alfred Jungbluth (1865-1914), sculpteur et dessinateur né dans la commune.
- Henri Fruchaud (1894-1960), chirurgien, commandeur de la Légion d'honneur, compagnon de la Libération, inhumé dans la commune.